# Salmijärvi (Karesuando socken, Lappland, 757428-175615)
Salmijärvi är en sjö i Kiruna kommun i Lappland och ingår i Torneälvens huvudavrinningsområde. Sjön har en area på 0,0486 kvadratkilometer och ligger 444,1 meter över havet. Salmijärvi ligger i Torneträsk-Soppero fjällurskog Natura 2000-område.

## Delavrinningsområde
Salmijärvi ingår i det delavrinningsområde (757201-175798) som SMHI kallar för Inloppet i Kuormakkajärvi. Medelhöjden är 464 meter över havet och ytan är 38 kvadratkilometer. Det finns inga avrinningsområden uppströms utan avrinningsområdet är högsta punkten. Myllyjoki (Kuormakkajoki) som avvattnar avrinningsområdet har biflödesordning 3, vilket innebär att vattnet flödar genom totalt 3 vattendrag innan det når havet efter 368 kilometer. Avrinningsområdet består mestadels av skog (50 procent) och sankmarker (46 procent). Avrinningsområdet har 1,03 kvadratkilometer vattenytor vilket ger det en sjöprocent på 2,7 procent.